# La leyenda del Rey Bermejo
La leyenda del Rey Bermejo es una novela de Rodrigo Amador de los Ríos.

## Descripción
Escrita por Rodrigo Amador de los Ríos y perteneciente al género de la novela histórica, fue publicada en Barcelona por Daniel Cortezo y Cª Editores en 1890, como parte de la serie Biblioteca Arte y Letras. La edición iba acompañada por dibujos del ilustrador Isidro Gil Gavilondo. La narración toma lugar en la ciudad de Granada y su protagonista es Muhammed VI de Granada. De la novela, de la que en el momento de su publicación se decía que «al leer el libro de Amador de los Ríos se ensancha el corazón, acuden á la memoria los incomparables verjeles de Granada y se traslada uno con el pensamiento á edades menos prosaicas que la nuestra», contemporáneamente se ha criticado el carácter superficial de los personajes y los clichés de la trama.